# Chemerina caliginata
Chemerina caliginata är en fjärilsart som beskrevs av Jean Baptiste Boisduval 1840. Chemerina caliginata ingår i släktet Chemerina och familjen mätare. Inga underarter finns listade i Catalogue of Life.